# Lopecina
La lopecina es una suerte de capote que debe su nombre al matador Julián López “El Juli”, aunque su nombre original es el de zapopinas, suerte creada por el torero mexicano Miguel Ángel Martínez Hernández “El Zapopan” como una especie de remate, que  con “El Juli” ha conseguido la consideración de quite.

## Origen
El torero mexicano realizaba esta suerte muchas veces por arriba, como una variación de los faroles, pero el torero madrileño la ejecuta por abajo, finalizando en una especie de chicuelina, lo que le permite enlazar una con otra hasta el remate final.

## Ejecución
Para realizar la zapopina, el torero coge solamente la mitad del capote y, cuando el toro se arranca, realiza una especie de abaniqueo muy vistoso que se remata como la chicuelina, para después girar y repetir la suerte. El remate final suele ser una media verónica, ya con el capote cogido de forma normal.
La primera vez que “El Juli” realizó esta suerte en público fue en una novillada en Mérida el 9 de septiembre de 1998.